# Орден Кетцаля
Орден Кетцаля (исп. Orden del Quetzal) — высшая награда Гватемалы. Учреждён в 1936 году президентом Хорхе Убико, вручается правительством Гватемалы за особые гражданские, гуманитарные и научные заслуги, а также за заслуги в области искусств. Назван в честь птицы кетцаль, символа Гватемалы.

## Степени
Орден имеет шесть классов: 
- Орденская цепь (Collar)
- Большой крест (Grand Cross)
- Великий офицер (Grand Officer)
- Командор (Commander)
- Офицер (Officier)
- Рыцарь (Knight)

| Орденские планки       | Орденские планки        | Орденские планки | Орденские планки | Орденские планки | Орденские планки |
| ---------------------- | ----------------------- | ---------------- | ---------------- | ---------------- | ---------------- |
| Кавалер Орденской цепи | Кавалер Большого креста | Гранд-офицер     | Командор         | Офицер           | Кавалер          |

## Инсигнии

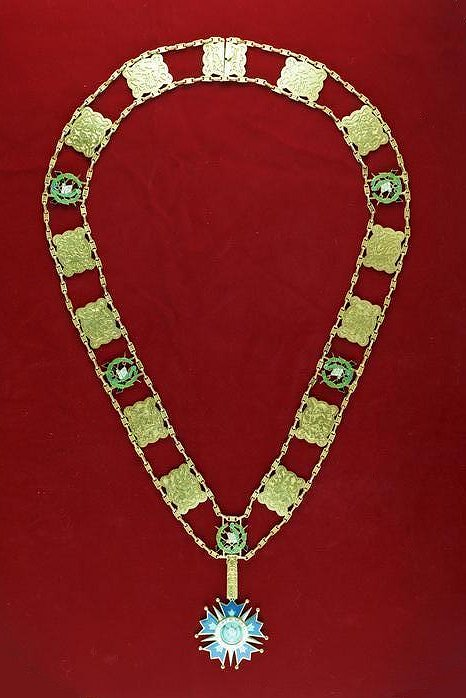
Орденская цепь

Знак ордена золотой, представляет собой пятиконечный трёхлепестковый крест синей и голубой эмали с золотыми шариками на концах. Между лучами креста золотая игла. В центре медальон с гербом Гватемалы. Медальон окаймлён белой эмалью с надписью "AL MERITO GUATEMALA". Лента ордена голубого цвета с тонкой белой каймой.
Звезда ордена степени Цепь и Большой крест - золотая, десятиконечная, с алмазными гранями. На звезду наложен знак ордена.
Звезда ордена степени Великий офицер - аналогична предыдущей, но без эмали.

## Кавалеры
Неполный список кавалеров ордена:
- Пол Карпентер Стэндли (1961)
- Джон Эрик Томпсон (1975)
- Генрих Берлин (1976)
- Татьяна Проскурякова (1980)
- Сайрус Ланделл (1981)
- Рихард фон Вайцзеккер (1987)
- Хулио Мария Сангинетти (?)
- Хьель Магне Бунневик (1990)
- Юрий Кнорозов (1991)
- Майкл Ко (2004)
- герцогиня Кристина Пальма-де-Майоркская (?)
- Ма Инцзю (2008)
- Фидель Кастро (2009)
- Леонель Фернандес (2011)
- Рикардо Архона (2013)